# Výklopné světlomety
Výklopné světlomety, také lidově známé jako „mrkačky“, jsou formou hlavního osvětlení automobilů, velmi vzácně jiných dopravních prostředků, která umožňuje ukrýt světlomety pod povrch karoserie, pokud nejsou používány. Mohou se otáčet okolo příčné i podélné osy a jsou ovládané elektromotory i mechanicky.
První sériově vyráběný vůz s výklopnými světlomety byl Cord 810/812, který byl představen v roce 1935 v USA. Byly u nich použity světla původně určená pro letadla Stinson. Tato funkce sílila na popularitě hlavně v 70. , 80. a 90. letech a v současné době vycházejí z módy. V Československu byly použity u supersportů Škoda 1100 GT a MTX Tatra V8.
Mrkací světla byla sice populární, ale zejména kvůli bezpečnosti, aerodynamice, hmotnosti a vyšší poruchovosti se přestaly používat. Naposledy se výklopné světlomety ve větší sérii prodávaly roce 2004, kdy skončila výroba Lotus Esprit V a Chevrolet Corvette C5. 

## Automobily se sklápěcími světlomety

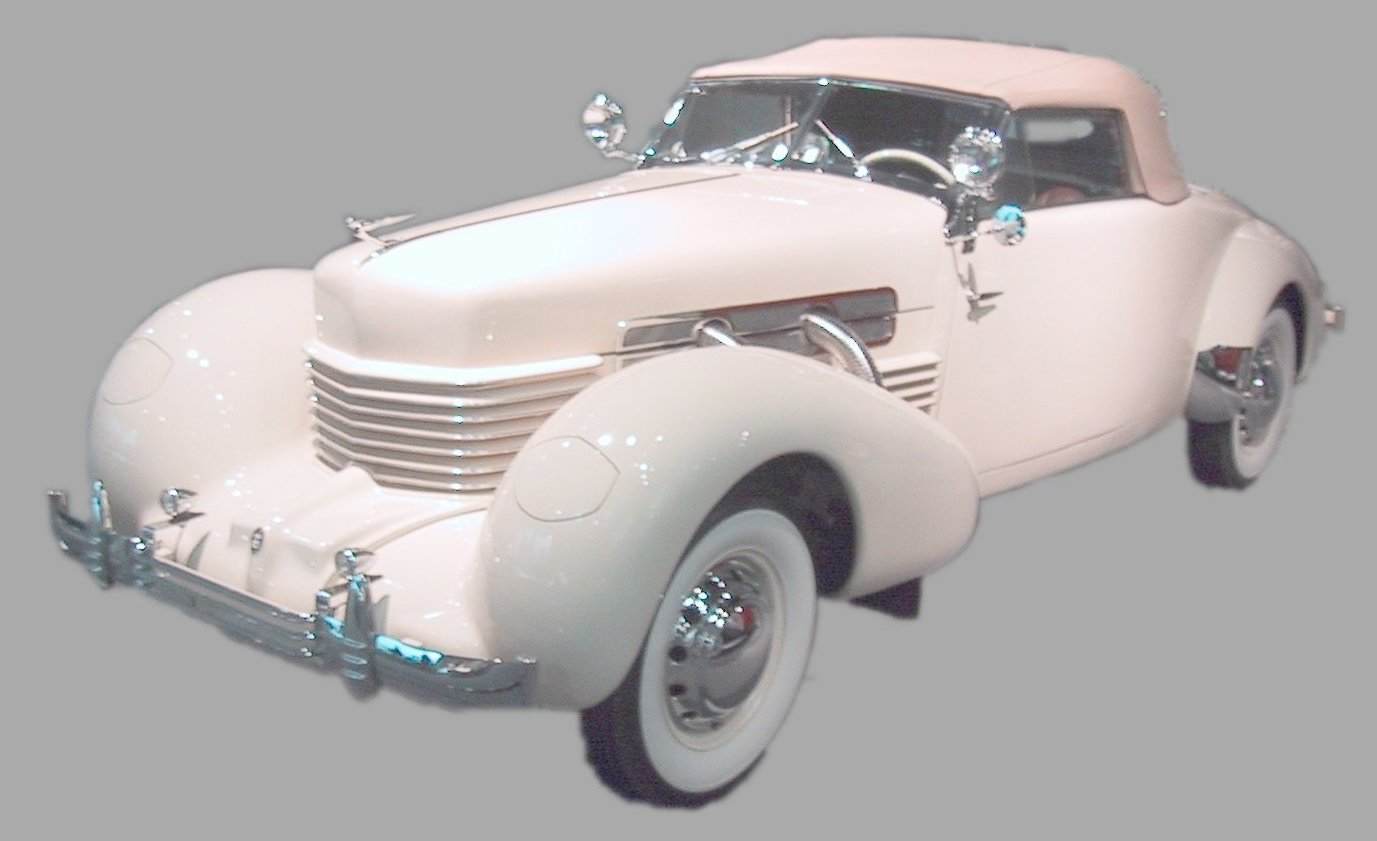
Cord 812 1937

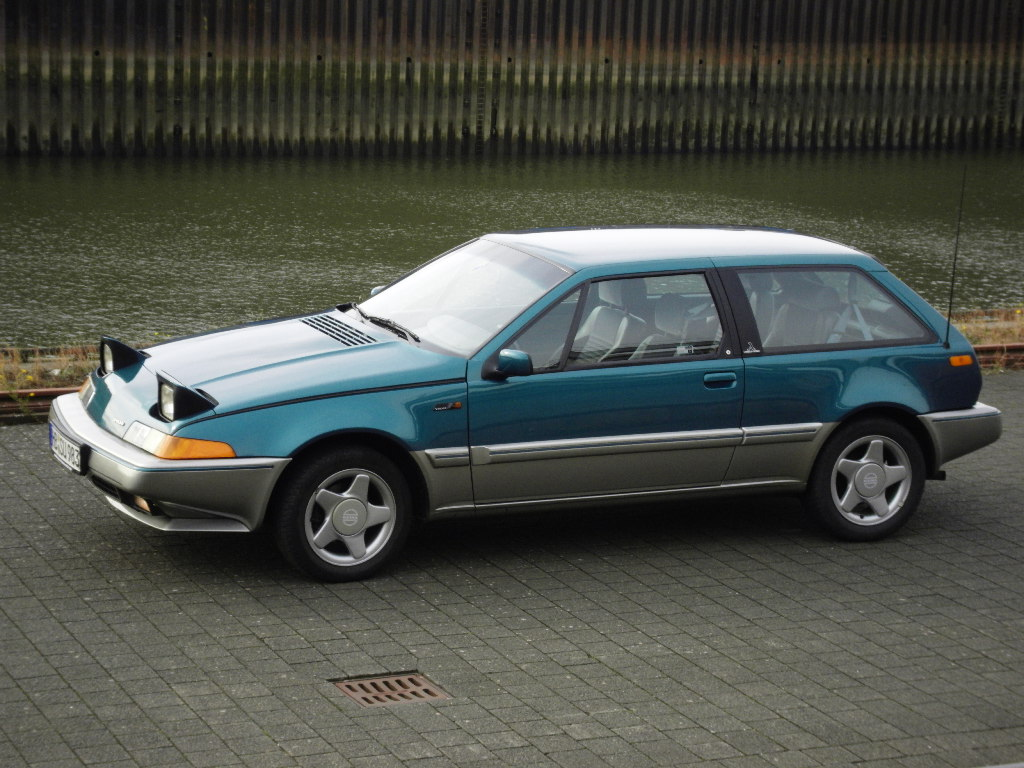
Volvo 480

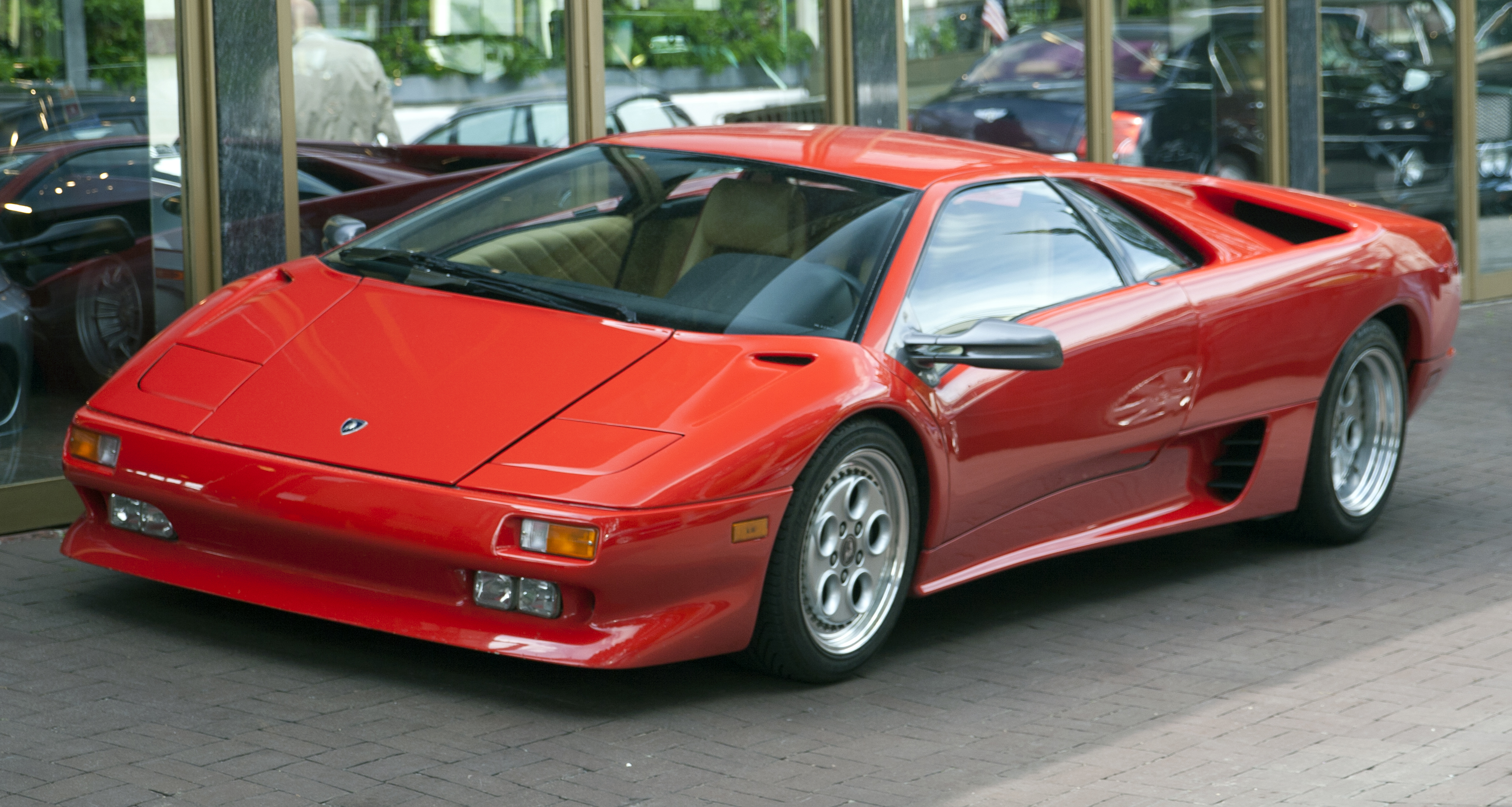
Lamborghini Diablo

Porsche 928

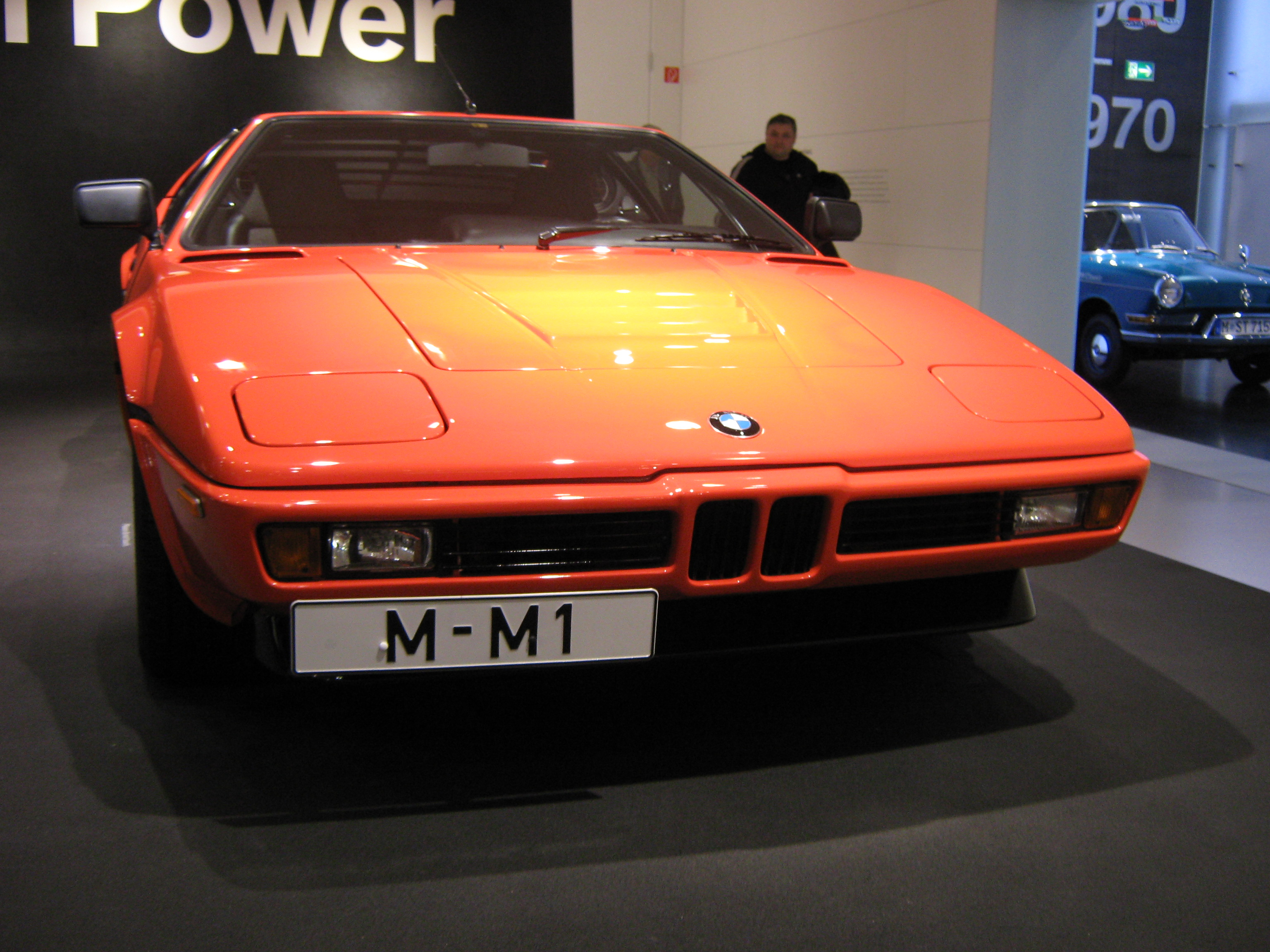
BMW M1

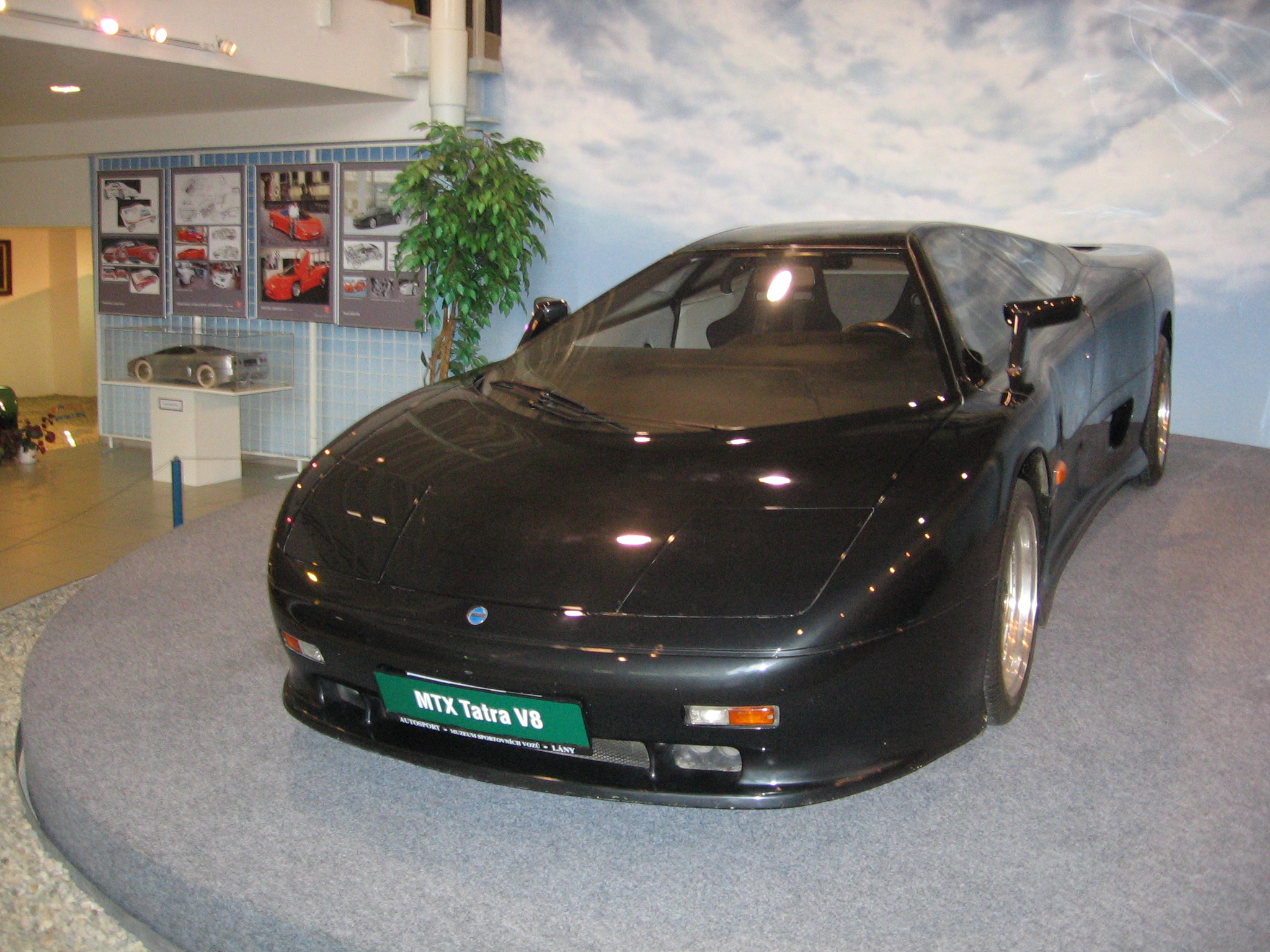
Tatra MTX V8

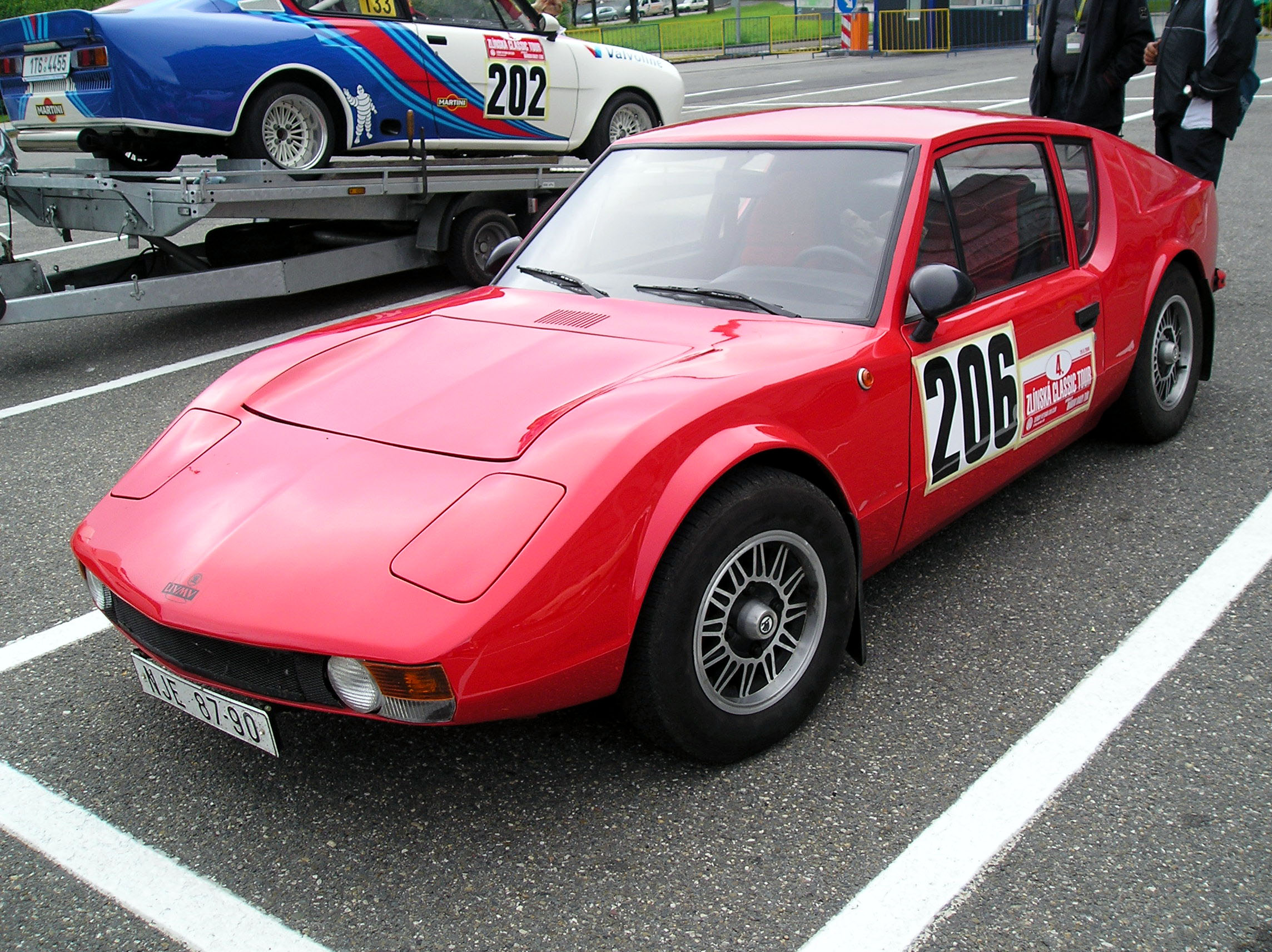
Škoda 1100 GT

| - Acura/Honda Integra, 1986–1989 - Acura/Honda NSX, 1990–2001 - Alfa Romeo Montreal, 1970–1977 - Alpine A610, 1991–1995 - Alpine GTA, 1987 (U.S. spec) - AMC AMX/3, 1970 (koncept) - Aston Martin Lagonda, 1976–1989 - Aston Martin Vantage Zagato Volante, 1986–1989 - Aston Martin Bulldog, 1980 (koncept) - Asüna Sunfire, 1993 - Bitter CD & SC, 1973–1979 - Bricklin SV-1, 1974–1976 - BMW řady 8 (E31), 1989–1999 - BMW GINA, 2008 (koncept) - BMW M1, 1978–1981 - Buick Reatta, 1988–1991 - Buick Riviera, 1965–1969 - Buick SkyHawk, 1986–1989 - Buick Y-Job, 1938 (koncept) - Cadillac Eldorado, 1967–1968 - Chevrolet Camaro, 1967–1969 (volitelné - často pro Rally Sport model nebo RS/SS package) - Chevrolet Caprice, 1968–1969 (volitelné a vzácně zvolené) - Chevrolet Corvette, 1963–2004 - Chrysler 300, 1968–1971 - Chrysler Imperial, 1969–1993 - Chrysler LeBaron, 1987–1992 (model coupe & convertible) - Chrysler New Yorker Fifth Avenue, 1990–1993 - Chrysler New Yorker, 1976–1981 and 1988–1993 - Cizeta-Moroder V16T, 1991–2003 - Cord 810, 1936–1937 - DeSoto, 1942 - De Tomaso Mangusta, 1970–1971 (US-spec) - De Tomaso Pantera, 1971–1974 - De Tomaso Guarà, 1993–2004 - Dodge Charger, 1966–1970, (volitelné 1971 & 1972) - Dodge Charger Daytona, 1969–1970 - Dodge Daytona, 1987–1991 - Dodge Magnum, 1978–1979 (clear covers) - Dodge Monaco, 1972–1973 - Dodge Royal Monaco, 1976–1978 - Dodge Stealth, 1991–1993 - Dodge St. Regis, 1979–1981 (clear covers) - Dome Zero, 1976-1986 (koncept) - Eagle Talon, 1990–1991 - Ferrari 288 GTO, 1984–1985 - Ferrari 308 GTB, 1975–1984 - Ferrari 328, 1985–1989 - Ferrari 348, 1989–1995 - Ferrari 365 California Spyder, 1966–1967 - Ferrari F355, 1994–1999 - Ferrari F40, 1987–1992 - Ferrari 400/412, 1976–1989 - Ferrari 456/456M, 1992–2003 - Ferrari Berlinetta Boxer, 1973–1984 - Ferrari 365 GTB/4 & GTS/4 "Daytona", 365 GTC/4, 365 GT4 2+2, 1970–1976 - Ferrari GT4, 1974–1980 - Ferrari Mondial, 1980–1995 - Ferrari Testarossa, 512TR, 1984–1994 - Fiat X1/9, 1973–1988 (also called Bertone X1/9 in the USA) - Ford Galaxie 500 XL, 1968–1970 - Ford LTD (Americas), 1968–1970 ;Landau, 1975–1978 (včetně Ford Country Squire wagon) - Ford LTD (Australia), 1973–1976 - Ford Probe, 1989–1997 - Ford Ranchero, 1970-1971 (GT only) - Ford Thunderbird, 1967–1969 and 1977–1982 - Ford Torino Brougham, Cobra, GT 1970-1971 - Geo Storm, 1990–1991 - Ginetta Dare DZ, 1998 - Honda Accord, 1986–1989 - Honda Ballade, 1984–1987 - Honda Integra, 1986–1989 - Honda NSX; 1990–2001 - Honda Prelude, 1983–1991 - Honda Vigor, 1986–1989 - Imperial, 1969–1975 a 1981–1983 - Iso Lele, 1969–1974 - Iso Grifo, 1965–1974 - Isuzu Piazza, 1981–1987 (also Isuzu Impulse, Holden Piazza) - Jaguar XJ220, 1992–1994 - Lamborghini Athon, 1980 (koncept) - Lamborghini Bravo, 1974 (koncept) - Lamborghini Countach, 1974–1990 - Lamborghini Diablo, 1990–1998 - Lamborghini Islero, 1968–1969 - Lamborghini Jalpa, 1981–1988 - Lamborghini Jarama, 1970–1976 - Lamborghini Urraco, 1973–1979 - Lamborghini Marco Polo, 1982 (koncept) - Lamborghini Miura, 1966–1973 - Lamborghini Silhouette, 1976–1979 | - Lancia Montecarlo, 1975–1979 (for Scorpion, North-American version) - Lancia Stratos, 1972–1973 - Lincoln Continental, 1970–1979 - Lincoln Mark series, 1968–1983 - Lister Storm, 1993–1999 - Lotus Eclat, 1974–1982 - Lotus Elan, 1962–1973 +2 model, 1967–1975 - Lotus Elan M100 1989–1995 - Lotus Elite, 1974–1982 - Lotus Esprit, 1976–2004 - Lotus Excel, 1982–1992 - Manta Mirage, 1974–1986 - Maserati Bora, 1971–1980 - Maserati Ghibli, 1966–1973 - Maserati Indy, 1969–1974 - Maserati Khamsin, 1974–1982 - Maserati Merak, 1972–1982 - Matra Bagheera, 1973-1980 - Matra Murena, 1980-1984 - Mazda 929 (některé verze) - Mazda AZ-550 Sports Type A, 1989 (koncept) - Mazda Familia Astina, 1989–1994 - Mazda MX-5 Miata, 1989–1997 - Mazda RX-7, 1978–2002 - Mercury Cougar, 1967–1970 - Mercury Capri, 1991–1994 (III. generace) - Mercury Marauder, 1969–1970 - Mercury Marquis, 1969–1978 - Mercury Montego, 1970-1971 (některé verze) - Mitsubishi GTO/3000GT, 1991–1993 - Mitsubishi Eclipse, 1990–1991 - Mitsubishi Starion, 1982–1990 (též jako Dodge/Plymouth/Chrysler Conquest) - Monica 560, 1973–1974 - Nissan Silvia/200SX(S12), 1983–1989 - Nissan 180SX/200SX/240SX(S13), 1989–1994 [also 1996–1998 (Kouki) 180SX] - Nissan 300ZX, (Z31), 1984–1989 - Nissan Pulsar/N12 NX/N13 NX/N13 EXA, 1983–1990 - Oldsmobile Toronado, 1966–1969 and 1986–1992 - Opel GT, 1968–1973 - Panther Solo, 1989–1990 - Plymouth Fury, 1970–1971 (Gran Coupe & Sport Fury, Sport Suburban wagon model 1971) - Plymouth Fury III, 1972 (optional) - Plymouth Laser, 1990–1991 - Plymouth Superbird, 1970 - Pontiac Fiero, 1984–1988 - Pontiac Firebird (včetně Trans Am a Formula), 1982–2002 - Pontiac Grand Prix, 1967–1968 - Pontiac GTO, 1968–1969 - Pontiac Sunbird SE/GT 1986–1993 - Porsche 911 Turbo SE 'Slantnose', 1985–1989, 964 Turbo S 'Flatnose', 1994 - Porsche 914, 1969–1976 - Porsche 924, 1976–1988 - Porsche 928, 1978–1995 - Porsche 944, 1982–1991 - Porsche 968, 1991–1994 - Quantum Sports Cars 2+2, 1993– - Reliant Scimitar SS1, 1984–1990 - Reliant Scimitar SST, 1990 - Reliant Scimitar Sabre, 1990–1993 - Saab Sonett III, 1970–1974 - Saturn SC2, 1991–1996 - Subaru XT 1985–1991 - Škoda 1100 GT, 1970 - Škoda 110 Super Sport první bílá verze, 1971 - Tatra MTX V8, 1991 - Toyota 2000GT, 1967–1970 - Toyota Celica, 1984–1993 - Toyota Corolla, 1983–1991 (některé verze) - Toyota MR2, 1984–1999 - Toyota Corolla AE86, 1983–1992 - Toyota Supra, 1982–1992 - Toyota Tercel, 1982–1988 (známá jako Corolla II nebo Sprinter Carib) - Triumph TR7/TR8, 1975–1982 - TVR 350i, 350SX, 1983–1989 - TVR 350SE, 1990–1991 - TVR 390SE, 420SE, 1984–1989 - TVR 400SE, 400SX, 430SE, 450SE, 1988–1991 - TVR 420 SEAC, 1986–1988 - TVR 450 SEAC, 1988–1989 - TVR Tasmin, 280i, Tasmin 200, 1980–1988 - Venturi 400 GT - Venturi Atlantique, 1987–1999 - Venturi Coupe - Venturi MVS - Venturi Transcup - Volvo 480, 1986–1995 - Vector M12, 1995–1999 - Vector W8, 1989–1993 - Vector WX-3, 1993 - Zimmer Quicksilver, 1986–1990 Archivováno 2. 12. 2013 na Wayback Machine. |

## Ostatní

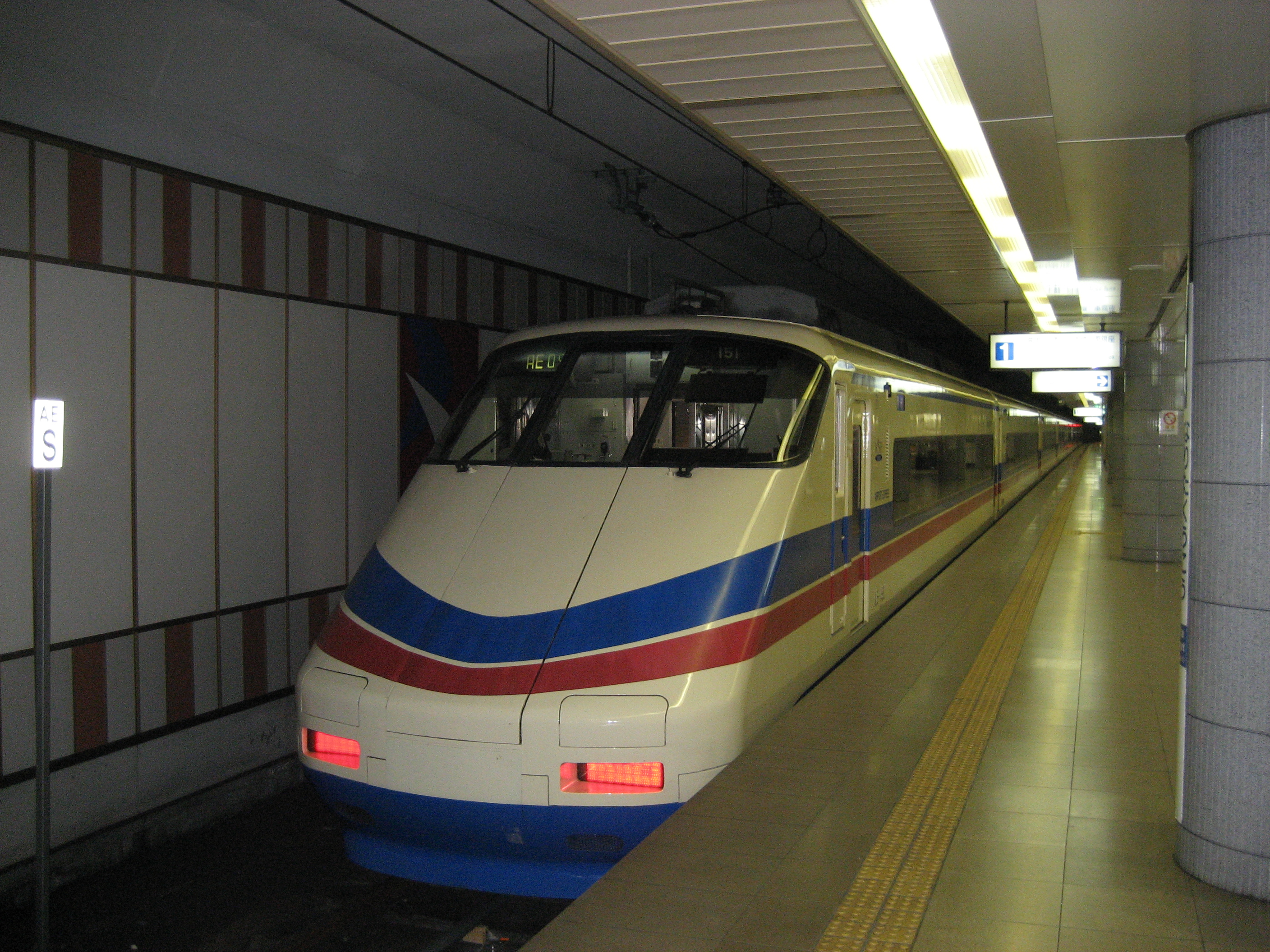
Japonský Keisei AE-100 "Skyliner"

### Motocykly
- Honda Spacy 125 Striker,[2] 1983–1986
- Suzuki GSX750S (Katana), 1984–1985

### Vlaky
- Keisei Electric Railway AE100 (Skyliner), 1990–1993